# Міст Форт-Роуд
Міст Форт-Роуд (англ. Forth Road Bridge) — висячий автомобільний міст через естуарій Ферт-оф-Форт, сполучає Единбург і Файф.
Міст має довжину 2 512 метрів, ширину 33 м, висоту над водою — 44 м, найбільший проліт — 1 006 м. Відкрито 4 вересня 1964, замінивши поромне сполучення або довгий об'їзд.
Міст має 4 автомобільні смуги, по дві в кожну сторону, по дві велосипедні та пішохідні доріжки. У 2010-2013 трафік через міст склав більше 22 млн автомобілів у рік.
Рішенням Парламенту Шотландії з 11 лютого 2008 проїзд по мосту став безкоштовним.